# Örgön

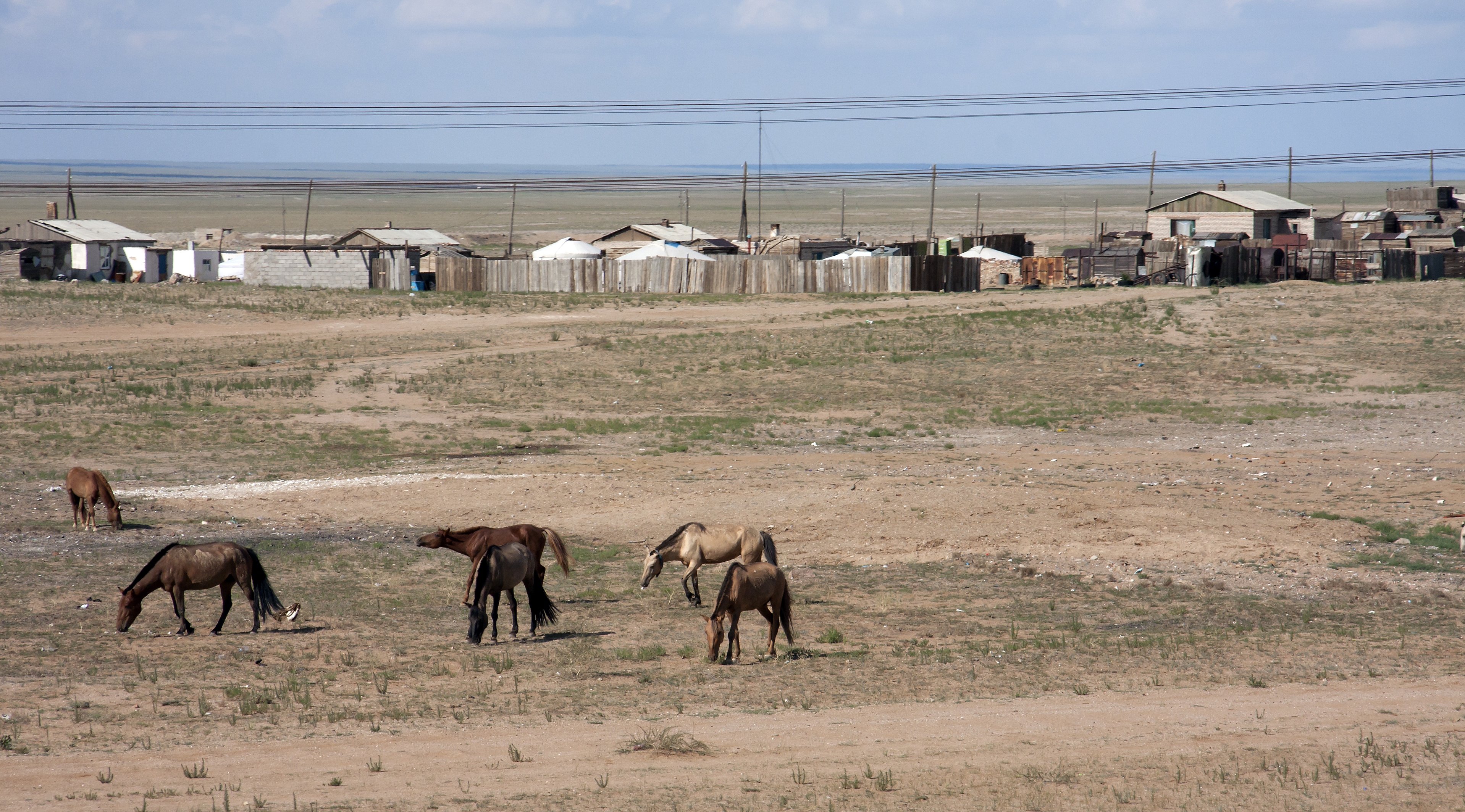
Utkanterna av Örgöns stationssamhälle.

Örgön (Mongoliska: Өргөн) är en sum (distrikt) i ajmagen (provinsen) Dornogobi i södra Mongoliet. Platsens ekonomi vilar i huvudsak på brytning av fluorit och på järnvägsstationen vid transmongoliska järnvägen. Fluoriten transporteras till raffinaderier i Bor-Öndör.